# Маскоте на летњим олимпијским играма
Олимпијске маскоте су измишљени ликови, обично животиња, пореклом из подручја или људске фигуре, који представљају културно наслеђе на месту где се олимпијске игре се одржавају. Маскоте се често користе да помогне промоцију олимпијских игара код публике, посебно деце.
Своје маскоте имају летње, зимске и параолимппојске игре. Почевши од Зимских олимпијских игара 2010. у Ванкуверу маскоте, олимпијске и параолимпијске маскоте су представљене заједно.

## Историја
Црвени јагуар, је према званичним подацима МОК, био маскота Игара 1968. у Мексико Ситију, међутим нигде, па ни у Олимпијском музеју у Лозани, не постоји ниједан примерак, па чак ни фотографија. Због тога се као прва маскота, у сваком случају сачувана, углавном помиље краткодлаки јазавичар Валди, маскота Игара 1972. у Минхену.
Све до Игара 1992. у Барселони, маскоте су су биле прилично верне фигуре животиња: Монтреал 1876. дабар Амико, Москва 1980. медвед Михаил Потапич Тропјугин звани Миша, Лос Анђелес орлић Сем, Сеул 1988. тигар Ходори. Раскид се тим трендом представљао је пас Коби аутора Хавијера Марсикала у Барселони 1992, који је креиран под вликим утицајем Пикаса и Мироа.
Растанак од мање-више реалистичних фигура животиња настављен је у Аталанти 1996. маскотом Штајето (енгл. Whatist), скраћено званом Изи, која је по многима личила на тубу зубне пасте. Сиднеј 2000. се вратио животињама и представио свету аутентичне врсте Петог континента: Олија (птица кокабуру - име од Олимпијада), Сида (кљунар - име од Сиднеј) и Мили (јеж торбар - име од Миленијумске игре).
На Играма у Атини 2004. маскоте су биле фигурице брата и сестре Певос и Атина инспирисане изгледом античке лутке са именом Певос, бог светлости и музике, познатији под именом Аполо и и богиње Атине заштитнице града домаћина Игара.
Пекинг 2008. је у знаку пет Фуфа лутака, чији је задатак био да из главног града Кине шаљу поруке мира и пријатељатва и лепе поздраве. Пет лутака у бојама пет олимпијских кругова истовремено симболизују и пет елемената које по древном кинеском веровању чине природу - море, шуму, ватру, земљи и небо. Они су представљени фигурама четири животиње и фигуром ватре чија имена (Беи, Ђинг, Хуан, Јинг и Ни) спојена у реченицу значе: „Добро дошли у Пекинг”. Беи је риба, плава је и представља море и водене спортове. Јинг је панда, црна је, представља шуму и атлетику. Хуан је дете ватре, симбол олимпијског пламена и представља спортове с лоптом. Ђинг је антилопа, симбол брзине и спретности, жуте је боје и представља здравље. Ни је ластавица зелене боје са златним крилима, преставља небо и носи срећу куд год лети.

## Галерија
- Медвед Миша ЛОИ 1980. Москва
- Тигар Ходори ЛОИ 1988. Сеул
- Олија (птица кокубу), Сида (кљунар) и Мили (јеж торбар) 2000. Сиднеј
- Винисијус ЛОИ 2016. Рио де Женеиро